# Hajer Bahouri
Hajer Bahouri (Túnez, 30 de marzo de 1958) es una matemática franco-tunecina especializada en ecuaciones en derivadas parciales. Es directora de investigación del Centro Nacional para la Investigación Científica y del Laboratorio de Análisis y Matemática Aplicada de la Universidad de París XII.

## Carrera
Desde 1977, estudió matemáticas en la Universidad de Túnez, en la que se graduó en 1979, obteniendo el premio presidencial. Tras ello, estudió en París, donde obtuvo un Diploma de Estudios Avanzados en 1980 en la Universidad de París-Sur y un doctorado en 1982 bajo la dirección de Serge Alinhac, con una tesis titulada Uniqueness and non-uniqueness of the Cauchy problem for real symbol operators. Tras ello, se dedicó a la investigación en la École Polytechnique, y entre 1984 y 1988 fue profesora en la Universidad de París-Sur y en la Universidad de Rennes 1. En 1987, obtuvo su título doctoral en la Universidad de París-Sur (Uniqueness, non-uniqueness and Hölder continuity of the Cauchy problem for partial differential equations. Propagation of the wavefront Cρ for nonlinear equations).
Desde 1988, es profesora en la Universidad de Túnez, donde dirige desde 2003 el laboratorio de ecuaciones en derivadas parciales. Entre 2002 y 2004, fue también profesora en la École Polytechnique. Desde 2010, es directora de investigación del Centro Nacional para la Investigación Científica en la Universidad de París XII.

## Premios y reconocimientos
En 2002, fue ponente invitada en el Congreso Internacional de Matemáticos en Pekín junto con Jean-Yves Chemin (Quasilinear wave equations and microlocal analysis). En 2001, recibió la Medalla al Mérito de Túnez, y en 2016, ganó el Premio Paul Doistau-Émile Blutet. En 2019, fue nombrada Dama de la Orden Nacional del Mérito en Francia.